# Бластома

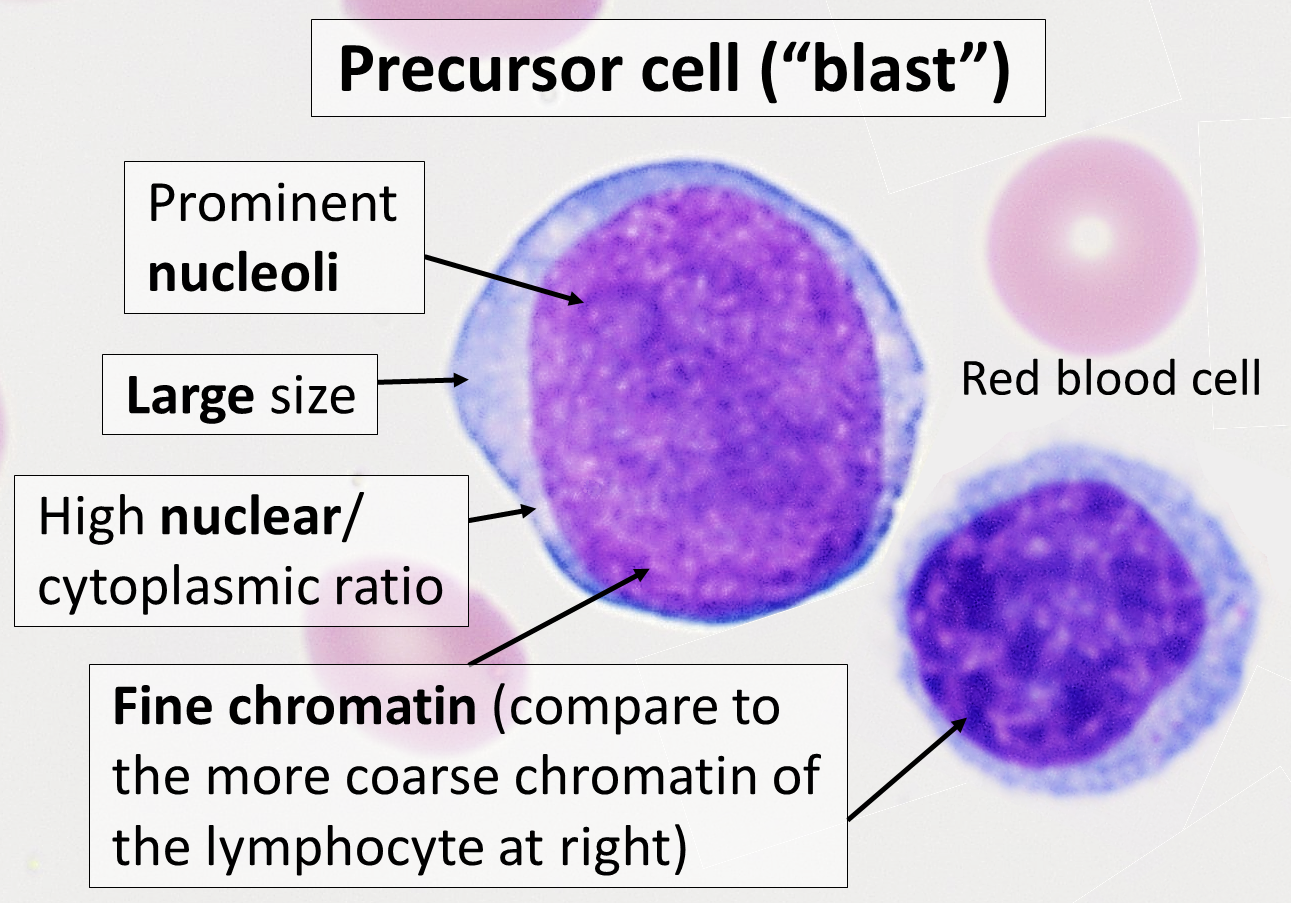
Цитологія клітини-попередника (бластної), з особливостями, які часто спостерігаються навіть після часткової диференціації в будь-який з більш специфічних типів клітин. Бластома - це тип раку, частіше зустрічається у дітей, який спричинений злоякісними змінами в клітинах-попередниках, які часто називають бластами. Прикладами є нефробластома, медулобластома і ретинобластома.

Бластома - злоякісна пухлина, що складається з погано диференційованих клітин (бластів).  Прикладами є нефробластома, медулобластома та ретинобластома. Суфікс -бластома використовується для позначення пухлини з примітивних, неповністю диференційованих клітин (або клітин-попередників), наприклад, хондробластома складається з клітин, що нагадують попередника хондроцитів.

## Зноски
1. ↑  Бластома. ВУЕ (укр.). Процитовано 12 квітня 2025.